# John Habberton

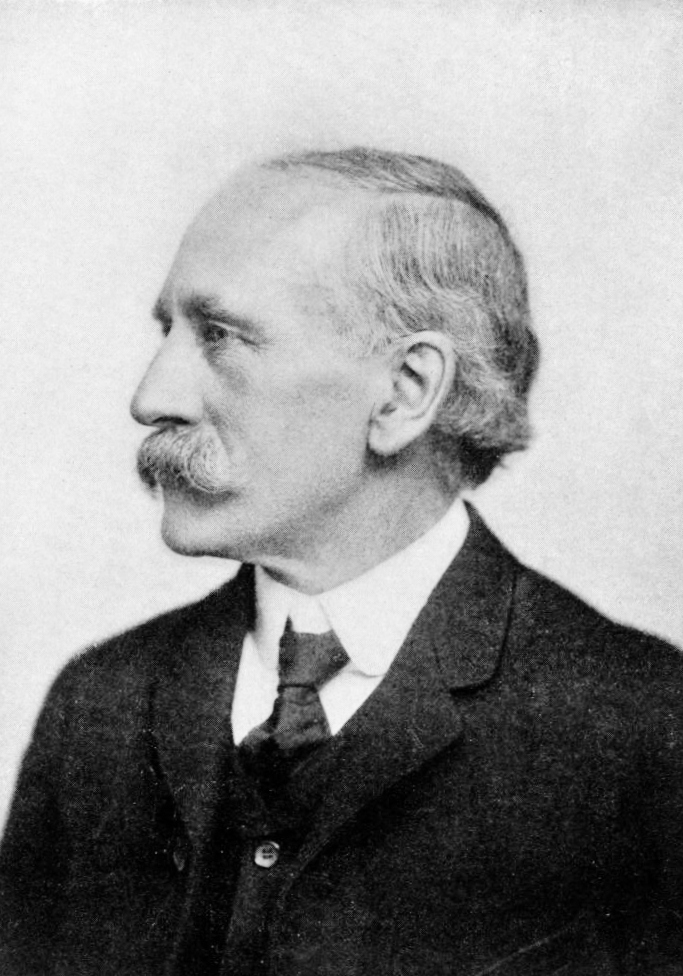
John Habberton 1899

John Habberton (* 1842; † 1921) war ein amerikanischer Schriftsteller und Journalist.

## Leben
John Habberton diente im Bürgerkrieg bei der Unionsarmee. Habberton wurde bekannt als Autor humorvoller Kinderbücher und Lausbubengeschichten, darunter Helenes Kinderchen (orig. Helen’s Babies 1876, deutsch 1885) und Anderer Leute Kinder (orig. Other People’s Children 1877, deutsch 1886).

## Deutsche Ausgaben
Helen’s Babies
- Helenens Kinderchen, Übers. Käte Icke, Wegweiser Verlag, Berlin 1924
- Helenes Kinderchen, Übers. Illa Uth, Schiller Buch, Berlin 1926
- Helenens Kinderchen, Zeichnung K. M. Schultheiß, Thienemann Verlag, Stuttgart 1927
- Helenes Kinderchen: eine Geschichte für grosse und kleine Leute, Bearbeitung Fred Heinze, Ill. Erwin Bindewald, Sebaldus Verlag, Nürnberg 1948
- Helen’s Kinderchen, Übers. Erich von Holst, Ill. Kurt Tessmann, Droemer Knaur, München 1954
- Helens Kinderchen, Ill. Karl Kuess, Christian Kaiser Verlag, Klagenfurt 1964
- Helenes Kinderchen, Ill. im Text Helma Baison, Vollmer Verlag, Wiesbaden 1968
- Helenes Kinderchen, Vollmer Verlag, Wiesbaden 1979

Other People’s Children, Fortsetzung von Helen’s Babies
- Andrer Leute Kinder oder Bob und Teddi in der Fremde, Übers. Markus Greif, Reclam-Verlag, Leipzig vor 1913
- Anderer Leute Kinder: eine Humoreske, Übers. Else Otten, Agrippina Verlag, Köln, 1954
- Anderer Leute Kinder, Salzwasser-Verlag, Paderborn 2011

Doppelausgaben
- Helenes Kinderchen / Anderer Leute Kinder. Übers. Markus Greif, Reclam-Verlag, Leipzig 1913
- Helenes Kinderchen und anderer Leute Kinder. Übers. Paula Dehmel, Josef Singer Verlag, Straßburg/Leipzig 1913
- Helens Kinderchen und Anderer Leute Kinder. Übers. Erich von Holst, Fraktur (Schrift), Schreiter Verlag, Berlin 1927
- Helenens Kinderchen und anderer Leute Kinder: eine Kindergeschichten für Erwachsene, Übers. Elisabeth Loos, Frakturschrift, Deutsche Buch-Gemeinschaft, Berlin 1929 online im Internet Archive
- Helenes Kinderchen und andrer Leute Kinder: eine Schilderung ihrer unschuldigen, durchtriebenen, engelhaften, ruchlosen [...] Lebensäußerungen, Übers. Marianne Kegel, Hesse & Becker, Leipzig 1929
- Helen’s Kinder und anderer Leute Kinder: eine Humoreske, Übers. Else Otten, Franke Verlag, Berlin 1930
- Helenes Kinderchen und Andrer Leute Kinder, Übers. Markus Greif, Nachwort Ruth Schaumann, Reclam-Verlag, Leipzig 1939
- Helenes Kinderchen. Andrer Leute Kinder: Humoresken, Übers. Markus Greif, Frakturschrift, Reclam-Verlag, Leipzig 1941

weitere Werke
- Die Bartonet Temporenzbewegung, Bearbeitung Fr. Dobbert, Hendel Verlag, Halle an der Saale 1892
- Frau Marburgs Zwillinge: oder Mütterchens Freuden und Leiden, Übers. Markus Greif, Reclam-Verlag, Leipzig 1890

## Verfilmung
- Kleine Sünder – große Sünder (Sommer mit Onkel Erik, dän. Min sosters born), nach Helen’s Babies, Regie Tomas Villum Jensen, 2001